# Trichotanypus rivicola
Trichotanypus rivicola är en tvåvingeart som först beskrevs av Jean-Jacques Kieffer 1922.  Trichotanypus rivicola ingår i släktet Trichotanypus och familjen fjädermyggor.
Artens utbredningsområde är Tyskland. Inga underarter finns listade i Catalogue of Life.